# Левенцівка (Самарівський район)
Леве́нцівка — село в Україні, в Перещепинській міській громаді Самарівського району Дніпропетровської області. Населення за переписом 2001 року становить 517 осіб.

## Географія
У селі бере початок Балка Кірноська, яка через 5 км впадає в річку Оріль, на відстані 3 км розташовані села Михайлівка та Керносівка.

## Населення

### Мова
Розподіл населення за рідною мовою за даними перепису 2001 року:
| Мова       | Кількість | Відсоток |
| ---------- | --------- | -------- |
| українська | 510       | 98.65%   |
| російська  | 7         | 1.35%    |
| Усього     | 517       | 100%     |

## Економіка
- «Мрія», агрофірма.

## Об'єкти соціальної сфери
- Школа.
- Дитячий садочок.
- Амбулаторія.
- Клуб.